# Coupe de Libye de football
La Coupe de Libye de football a été créée en 1975.

## Palmarès
- 1975 : Al Ahly Tripoli
- 1976 : Al Ahly Tripoli 2-0 Al Akhdar Derna
- 1977 : Al Medina Tripoli 1-0 Al Hilal Benghazi
- 1978 : Al Nasr Benghazi
- 1979 : pas de compétition
- 1980 : Al Ahly Benghazi
- 1981 : Al Ahly Benghazi
- 1982 : Al Nasr Benghazi
- 1983 : Al Ahly Tripoli
- 1984 : Al Nasr Benghazi
- 1985 : Al Ahly Tripoli
- 1986 : Al Ittihad Tripoli
- 1987 : Libya FC (Tripoli)
- 1988 : Al Ahly Benghazi 1-1 (4 t.a.b. à 3) Al Ittihad Tripoli
- 1989 : Al Soukour Tobrouk
- 1990 : Al Medina Tripoli
- 1991 : Al Ahly Benghazi
- 1992 : Al Ittihad Tripoli 1-0 Al Jamarek
- 1993 : Al Wahda Tripoli
- 1994 : Al Ahly Tripoli 2-0 Al Ittihad Tripoli (titre attribué 2-0 à Al Ahly)
- 1995 : Al Ahly Tripoli
- 1996 : Al Ahly Benghazi 2-0 Al Ittihad Al Asskary
- 1997 : Al Nasr Benghazi 1-1 (4 t.a.b. à 3) Al Yarmouk
- 1998 : Al Shat Tripoli 1-1 (4 t.a.b. à 2) Al Hilal Benghazi
- 1999 : Al Ittihad Tripoli 2-0 Al Tahaddy Benghazi
- 2000 : Al Ahly Tripoli 2-0 Al Shawehly Misourata
- 2001 : Al Ahly Tripoli 2-1 Al Medina Tripoli
- 2003 : Al Nasr Benghazi / Al Ittihad Tripoli (Coupe partagée)
- 2004 : Al Ittihad Tripoli 0-0 (8 t.a.b. à 7) Al Hilal Benghazi
- 2005 : Al Ittihad Tripoli 3-0 Al Akhdar Derna
- 2006 : Al Ahly Tripoli 2-1 Al Olympic Zaouia
- 2007 : Al Ittihad Tripoli 1-0 Al Akhdar Derna
- 2008 : Khaleej Syrte 1-0 Al Medina Tripoli
- 2009 : Al Ittihad Tripoli 2-2 (3 t.a.b. à 2) Al Tersana Tripoli
- 2010 : Al Nasr Benghazi 2-1 Al Medina Tripoli
- 2011-2013 : pas de compétition
- 2014 : tournoi abandonné
- 2015 : pas de compétition
- 2016 : Al Ahly Tripoli 1-0 Al Hilal Benghazi
- 2017 : pas de compétition
- 2018 : Al Ittihad Tripoli 2-0 Al Hilal Benghazi
- 2019-2021 : pas de compétition
- 2023 : Al Ahly Tripoli 3-0 Al Akhdar Derna

## Palmarès par club
| Clubs                 | Vainqueurs | Finalistes | Vainqueurs par années                                      | Finalistes par années        |
| --------------------- | ---------- | ---------- | ---------------------------------------------------------- | ---------------------------- |
| Al-Ahly SC (Tripoli)  | 10         | -          | 1975, 1976, 1983, 1985, 1994, 2000, 2001, 2006, 2016, 2023 | -                            |
| Al-Ittihad Tripoli    | 8          | 5          | 1986, 1992, 1999, 2004, 2005, 2007, 2009, 2018             | 1988, 1994, 1987, 2002, 2003 |
| Al Ahly Benghazi SC   | 6          | -          | 1980, 1981, 1982, 1987, 1991, 1996                         | -                            |
| Al Nasr Benghazi      | 5          | -          | 1978, 1982, 1984, 1997, 2003, 2010                         | -                            |
| Al Madina             | 2          | 2          | 1977, 1990                                                 | 2001, 2008, 2010             |
| Al-Hilal Benghazi     | 1          | 5          | 2002                                                       | 1977, 1998, 2004, 2016, 2018 |
| Al Shat Tripoli       | 1          | -          | 1998                                                       | -                            |
| Khaleej Syrte         | 1          | -          | 2008                                                       | -                            |
| Al-Akhdar Sport Club  | -          | 4          | -                                                          | 1976, 2005, 2007, 2023       |
| Al Olympic Zaouia     | -          | 1          | -                                                          | 2006                         |
| Asswehly Sports Club  | -          | 1          | -                                                          | 2000                         |
| Al Ittihad Al Asskary | -          | 1          | -                                                          | 1996                         |
| Jamarek               | -          | 1          | -                                                          | 1992                         |
| Al-Yarmouk            | -          | 1          | -                                                          | 1997                         |
| Al Tahaddy Benghazi   | -          | 1          | -                                                          | 1999                         |
| Al Tersana Tripoli    | -          | 1          | -                                                          | 2009                         |